# Siobhán McKenna

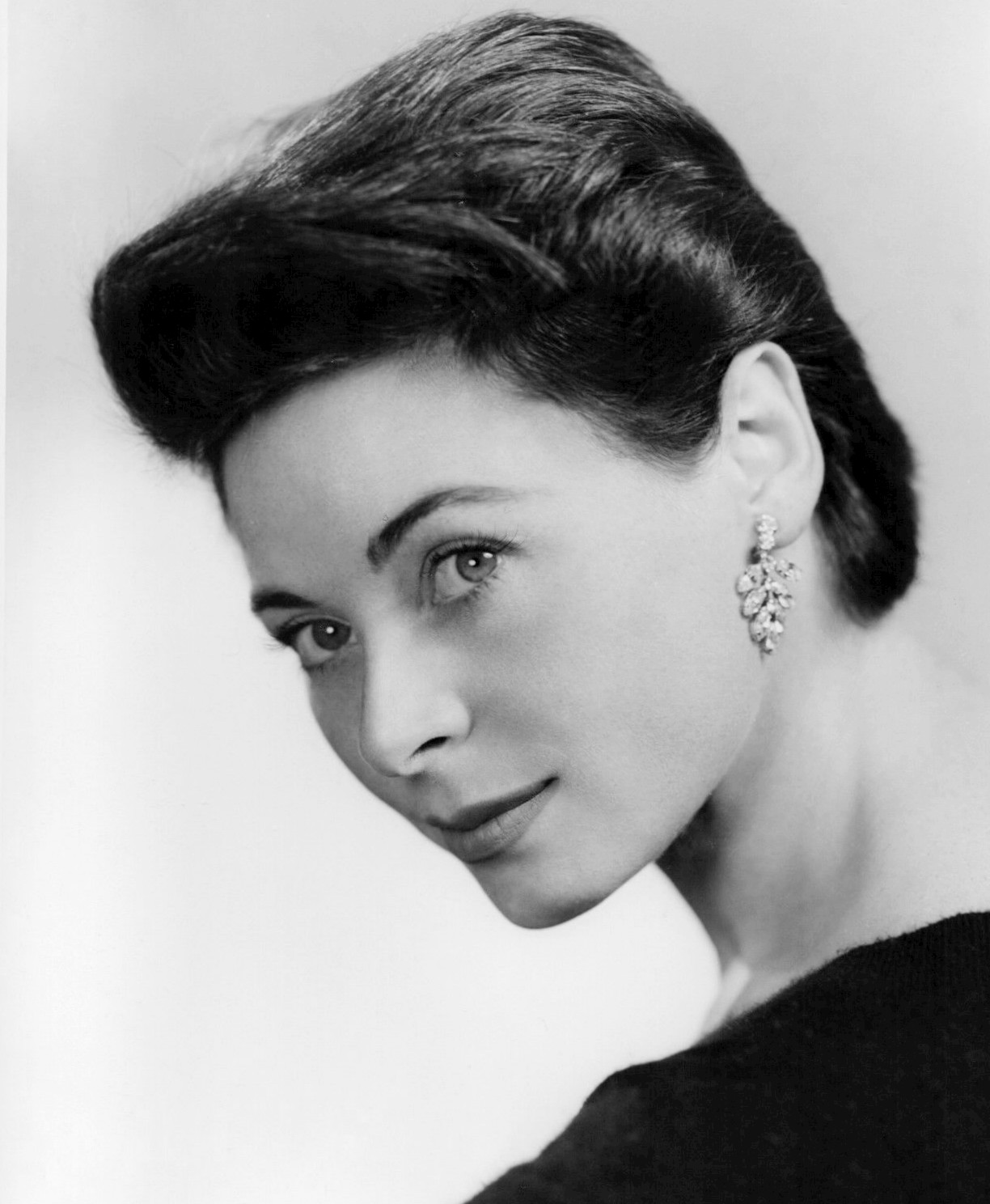
Siobhán McKenna (1959)

Siobhán McKenna (eigentlich: Siobhán Giollamhuire Nic Cionnaith; * 24. Mai 1922 in Belfast, Nordirland; † 16. November 1986 in Dublin, Irland) war eine irische Film- und Theaterschauspielerin.

## Biografie
McKenna wuchs in einer typischen irischen Familie auf, in der Irisch gesprochen wurde. Ab 1940 sammelte sie in einem gälischen Theater in Galway erste Erfahrungen als Schauspielerin, 1943 kam sie an das Abbey Theatre in Dublin. Die rothaarige McKenna galt in dieser Zeit als große Bühnenschönheit. 1947 stand sie erstmals in London auf der Bühne; 1954 folgte ihr Debüt am Broadway in den USA, wo sie später noch mehrfach zu sehen war. Einen ihrer größten Erfolge feierte sie mit der Titelrolle in Die heilige Johanna von George Bernhard Shaw, die sie in den 1950er-Jahren in Dublin, in London und New York spielte. Sie gewann 1955 den allerersten Evening Standard Theatre Award für Die heilige Johanna, außerdem war sie zweimal für den Tony Award nominiert. In den 1970er-Jahren tourte sie mit großem Erfolg mit ihrer Ein-Mann-Show Here Are Ladies, in denen sie aus den Werken berühmter irischer Schriftsteller las.
Zu McKennas bekanntesten Filmdarstellungen zählen Jesus’ Mutter Maria im Bibelfilm König der Könige (1961) und die Ziehmutter der Titelfigur in der aufwendigen Literaturverfilmung Doktor Schiwago (1965) nach Boris Pasternaks Romanvorlage. Während sie im internationalen Kino meist auf Nebenrollen beschränkt blieb, hatte sie in ihrem Heimatland bereits 1948 eine denkwürdige Hauptrolle als diabolische Mörderin in dem Krimi Tochter der Finsternis gespielt. Das Theater blieb jedoch McKennas eigentliche Welt, wie sich an ihrer relativ überschaubaren Filmografie ablesen lässt.
McKenna heiratete 1956 den irischen Schauspieler Denis O’Dea, mit dem sie bis zu dessen Tod im Jahr 1978 verheiratet war. Die beiden bekamen einen Sohn, Donnacha O’Dea (* 1948), früherer Olympia-Schwimmer und heute ein professioneller Pokerspieler. Bei Siobhán McKenna wurde Lungenkrebs diagnostiziert, so dass sie sich einer Operation unterziehen musste, an der sie kurz darauf verstarb. Ihren geplanten Auftritt in John Hustons James-Joyce-Verfilmung Die Toten konnte McKenna nicht mehr wahrnehmen. Sie wurde 64 Jahre alt.

## Filmografie (Auswahl)
- 1947: Der kupferne Berg (Hungry Hill)
- 1948: Tochter der Finsternis (Daughter of Darkness)
- 1951: The Adventurers
- 1961: König der Könige (King of Kings)
- 1963: The Playboy of the Western World
- 1964: Der Menschen Hörigkeit (Of Human Bondage)
- 1965: Doktor Schiwago (Doctor Zhivago)
- 1967: Jackonary (Fernsehserie, 5 Folgen)
- 1977: Philadelphia, Here I Come
- 1979/1981: Die unglaublichen Geschichten von Roald Dahl (Tales of the Unexspected; Fernsehserie, 2 Folgen)
- 1984: Die letzten Tage von Pompeji (The Last Days of Pompei; Fernseh-Miniserie, 3 Folgen)
- 1984: Memed, mein Falke (Memed, My Hawk)
- 1984: Angels in the Annexe (Fernsehfilm)